# 妮科莱·瓦伊迪索娃
妮科莱·瓦伊迪索娃（捷克語：Nicole Vaidišová，1989年4月23日—），出生於德國紐倫堡，是捷克網球運動員，现已退役。
由于幼年时成长于德国，而且当时正是德国女子网球传奇人物格拉芙的巅峰时期，所以瓦伊迪索娃自幼十分崇拜格拉芙。
瓦伊迪索娃六歲開始打網球，是博萊蒂耶里（Nick Bollettieri）的學生。2003年起轉入職業比賽。2006年8月7日，她的WTA世界排名達到第9，成為進身前10名第十二年輕的球手，時為17歲3個月又兩星期。
由於她分別在德國和美國生活了一段日子，因此她在說話的時候帶有這兩種混合口音。

## 外部連結
- 妮科莱·瓦伊迪索娃的国际女子网球协会官方資料（英文）
- 妮科莱·瓦伊迪索娃的國際網球總會 職業／青少年 官方資料（英文）
- Fed Cup - Player profile - Nicole VAIDISOVA (CZE)（页面存档备份，存于）
- http://nicolevaidisovaforum.com（页面存档备份，存于）
- https://web.archive.org/web/20140418090515/http://nicole-vaidisova.org/